# Pedro Rendón (aktor)
Pedro Enrique Rendón Rodríguez (ur. 17 czerwca 1974 roku w Neiva, w departamencie Huila) – kolumbijski aktor, reżyser i scenarzysta telewizyjny i filmowy.

## Filmografia

### Telenowele
- 1996: El oasis jako Salomon
- 1998: La madre jako Francisco 'Pacho' Suárez Caicedo
- 2000: Pobre Pablo jako Alejandro Santamaria
- 2000: A donde va Soledad jako przyjaciel Mariny
- 2001: Juan Joyita quiere ser Caballero jako Christobal
- 2002: La venganza jako Francisco José Díaz (Paquito)
- 2003: Retratos jako Kike
- 2004: Negra consentida jako Miguel Ángel Aristiguieta Marthan
- 2006: Decisiones jako Romano
- 2008: Doña Bárbara jako Carmelito
- 2011: Los herederos del Monte jako Efraín Mardones